# Складчатая область
Складчатая область — совокупность складчатых сооружений, возникших на месте предыдущей геосинклинальной области. Соответствует складчатой горной стране, от которой образуется её название. 
Складчатая область — участок земной коры, в пределах которого слои горных пород смяты в складки. Образование большей части складчатой области является закономерной стадией развития подвижных зон земной коры — геосинклинальных поясов. В связи с неравномерной интенсивностью развития тектонических процессов формирование складчатой области приурочено преимущественно к некоторым геологическим эпохам, называющимся эпохами складчатости. Например, для времени с начала палеозоя выделяются: каледонские складчатые области (главное складкообразование происходило в ордовике, силуре и первой половине девона), герцинские складчатые области (в конце палеозоя), мезозойские, или киммерийские складчатые области (в юрском периоде и начале мелового периода), альпийские складчатые области (в конце мела и кайнозое). Ряд складчатых областей образовался в докембрии. Кроме складок, складчатые области характеризуются наличием тектонических покровов, региональным метаморфизмом пород, усиленным проявлением магматической деятельности. Некоторая часть складчатых областей возникла в результате того, что были смяты осадочный чехол платформ или периферии геосинклинальных областей (например, Юрские горы), или внутриплатформенные складчатые зоны, в частности авлакогены (Донбасс).